# Tamara Mello
Tamara Mello (* 22. Februar 1976 in Orange County, Kalifornien als Tamara Beccam Mello) ist eine US-amerikanische Schauspielerin.

## Leben und Leistungen
Mello debütierte in der Komödie The Making of '...And God Spoke'  (1993) als sie noch die High School besuchte. Später studierte sie Anthropologie aber brach das Studium nach einem Jahr ab und zog nach Los Angeles, um sich dem Schauspiel zu widmen. In der Komödie Mein Liebling, der Tyrann (1997) war sie als Consuela neben Fran Drescher und Timothy Dalton zu sehen. In der preisgekrönten Fernsehserie Ein ganz normaler Heiliger spielte sie in den Jahren 1997 bis 1998 neben Kevin Anderson eine der Hauptrollen, in der Komödie Liebe per Express (1998) trat sie neben Reese Witherspoon auf.
In der Komödie Tortilla Soup – Die Würze des Lebens (2001) spielte sie die Rolle von Maribel Naranjo, der jüngsten Tochter von Martin Naranjo, den Hector Elizondo spielte. Im preisgekrönten Filmdrama Clean (2004) war sie in einer der größeren Rollen zu sehen.

## Filmografie (Auswahl)
- 1993: The Making of '…And God Spoke'
- 1995: Die Brady Family (The Brady Bunch Movie)
- 1996: Showdown in Scorpion Spring (Scorpion Spring)
- 1997: Diagnose: Mord (Fernsehserie, eine Folge)
- 1997: Mein Liebling, der Tyrann (The Beautician and the Beast)
- 1998: Liebe per Express (Overnight Delivery)
- 1999: Carlo′s Wake
- 1999: Spanish Judges
- 1999: Eine wie keine (She's All That)
- 2001: Tortilla Soup – Die Würze des Lebens (Tortilla Soup)
- 2004: Clean
- 2012: The Mentalist (Fernsehserie, Folge 5x19: Cowboys und Indianer)